# Liste de peintures de Jean-Honoré Fragonard
Cet article fournit une liste de tableaux du peintre français Jean-Honoré Fragonard.

## Les débuts
| Tableau | Titre                                                   | Date                  | Dimensions                      | Référence           | Lieu de conservation                   |
| ------- | ------------------------------------------------------- | --------------------- | ------------------------------- | ------------------- | -------------------------------------- |
|         | Le Concours musical ou Conversation galante             | 1749-1752             | huile sur toile 62 × 74 cm      | Musée               | Wallace Collection, Londres            |
|         | Le Colin-Maillard                                       | 1751                  | huile sur toile 116,8 × 91,4 cm | Utpictura 18        | Toledo Museum of Art                   |
|         | La Balançoire                                           | 1750-1752             | huile sur toile 120 × 94 cm     | Musée               | Musée Thyssen-Bornemisza, Madrid       |
|         | La Bergère                                              | 1750-1752             | huile sur toile 119 × 160 cm    | Musée               | Milwaukee Art Museum                   |
|         | Heureux amoureux                                        | 1751-1755             | huile sur toile 90 × 121 cm     | Musée               | Norton Simon Museum, Pasadena          |
|         | Jéroboam sacrifiant aux idoles                          | 1752 Prix de Rome     | huile sur toile 111 × 143 cm    | Base Joconde        | Beaux-Arts, Paris                      |
|         | Psyché montrant à ses sœurs ses cadeaux de Cupidon      | 1753                  | huile sur toile 168 × 192 cm    | Musée               | National Gallery, Londres              |
|         | La Naissance de Vénus                                   | 1753-1755             | huile sur toile                 |                     | Marseille, musée Grobet-Labadié        |
|         | Diane et Endymion                                       | 1753-1756             | huile sur toile 95 × 137 cm     | Musée               | National Gallery of Art, Washington    |
|         | Les Joies de la maternité                               | vers 1754             | huile sur toile 57 × 38-1/2 in  | Musée               | Musée d'art d'Indianapolis             |
|         | La Bergère Scènes de la vie paysanne                    | 1754-1755             | huile sur toile 149 × 94 cm     | Musée               | Detroit Institute of Arts              |
|         | Le Jardinier Scènes de la vie paysanne                  | 1754-1755             | huile sur toile 149 × 93 cm     | Musée               | Detroit Institute of Arts              |
|         | Le Moissonneur Scènes de la vie paysanne                | 1754-1755             | huile sur toile 150 × 86 cm     | Musée               | Detroit Institute of Arts              |
|         | La Vendangeuse Scènes de la vie paysanne                | 1754-1755             | huile sur toile 150 × 86 cm     | Musée               | Detroit Institute of Arts              |
|         | L'Hiver                                                 | vers 1755             | huile sur toile 80 × 163 cm     | Musée               | Musée d'art du comté de Los Angeles    |
|         | Céphale et Procris                                      | 1755                  | huile sur toile 78 × 178 cm     |                     | Musée des beaux-arts d'Angers          |
|         | Jupiter sous les traits de Diane séduisant Callisto     | vers 1755             | huile sur toile 79 × 173 cm     |                     | Musée des beaux-arts d'Angers          |
|         | Aurore triomphe de la Nuit                              | 1755-1756             | huile sur toile 95 × 131 cm     | Musée               | Musée des beaux-arts de Boston         |
|         | Le Lavoir                                               | 1756-1761             | huile sur toile 73 × 61 cm      | Musée               | Saint Louis Art Museum                 |
|         | Préparation du repas familial                           | 1756                  | huile sur toile 47 × 61 cm      | Musée               | Musée Pouchkine, Moscou                |
|         | Paysage pastoral avec un berger et une bergère au repos | 1756-1761             | huile sur toile 117 × 156 cm    | Catalogue Sotheby's | Collection privée Vente Sotheby's 2013 |
|         | L'Orage , dit aussi La Charrette embourbée              | 1759                  | huile sur toile 73 × 97 cm      | Base Atlas          | Musée du Louvre, Paris                 |
|         | Intérieur romain                                        | vers 1760             | huile sur toile 49 × 59 cm      | Musée               | Metropolitan Museum of Art, New York   |
|         | Le Baiser dérobé                                        | vers 1760             | huile sur toile 47 × 60 cm      | Musée               | Musée de l'Ermitage, Saint Petersbourg |
|         | Le Baiser dérobé                                        | vers 1760             | huile sur toile 48 × 63 cm      | Musée               | Metropolitan Museum, New York          |
|         | Les Enfants du fermier                                  | début des années 1760 | huile sur toile 50 × 60 cm      | Musée               | Musée de l'Ermitage, Saint-Petersbourg |
|         | Cascatelles de Tivoli                                   | 1761-1762             | huile sur toile 73 × 61 cm      | Base Atlas          | Musée du Louvre, Paris                 |
|         | La Musique                                              | 1761-1765             | huile sur toile 78 × 132 cm     | Musée               | Norton Simon Museum, Pasadena          |

## Retour d'Italie
| Tableau | Titre | Date       | Dimensions                   | Référence           | Lieu de conservation                         |
| ------- | --- | ---------- | ---------------------------- | ------------------- | -------------------------------------------- |
|         | Le Berceau | 1761-1765  | huile sur toile 46 × 55 cm   | Musée               | Musée de Picardie, Amiens                    |
|         | L'Etang | 1761-1765  | huile sur toile 65 × 73 cm   | Musée               | Musée d'art Kimbell, Fort Worth              |
|         | Scène Pastorale                                                                                                | 1759-1761  | huile sur toile 100 × 136 cm |                     | Collection privée                            |
|         | Le Petit parc                                                                                                  | 1762-1764  | huile sur toile 37 × 45 cm   | Musée               | Wallace Collection, Londres                  |
|         | Renaud dans la forêt enchantée                                                                                 | vers 1763  | huile sur toile 72 × 91 cm   | Base Atlas          | Paris, musée du Louvre                       |
|         | Renaud et Armide                                                                                               |            | huile sur toile 221 × 256 cm | Musée               | Galerie nationale d'Arménie                  |
|         | Les Baigneuses                                                                                                 | 1763-1764  | huile sur toile 64 × 80 cm   | Base Atlas          | Paris, musée du Louvre                       |
|         | Le Taureau blanc à l'étable                                                                                    | avant 1765 | huile sur toile 72 × 91 cm   | Base Atlas          | Paris, musée du Louvre                       |
|         | |            |                              |                     |                                              |
|         | Paysage avec des bergers et troupeau de moutons                                                                | 1763-1765  | huile sur toile 52 × 73 cm   | Notice du musée     | Musée national de l'art occidental, Tokyo    |
|         | Le Philosophe                                                                                                  | 1764       | huile sur toile              | Musée               | Kunsthalle de Hambourg                       |
|         | L’Abreuvoir | vers 1765  | huile sur toile 51,5 × 63 cm | Musée               | Musée des beaux-arts de Lyon                 |
|         | Paysage de montagne au soleil couchant                                                                         | vers 1765  | huile sur toile 21 × 33 cm   | Musée               | National Gallery of Art, Washington          |
|         | Berger et bouvier assis sur un rocher dans un paysage                                                          |            | huile sur toile 37 × 46 cm   | Archives Christie's | Collection privée Vente 2018                 |
|         | Le Grand prêtre Corésus se sacrifie pour sauver Callirhoé                                                      | 1765       | huile sur toile 309 × 400 cm | Notice Louvre       | Paris, musée du Louvre                       |
|         | Corésus et Callirrhoé                                                                                          | 1765       | huile sur toile              |                     | Musée des beaux-arts d'Angers                |
|         | Portrait d'homme âgé                                                                                           | vers 1765  | huile sur toile 60 × 50 cm   | Musée               | Musée des Beaux-Arts de Nice                 |
|         | Tête de vieillard                                                                                              | vers 1765  | huile sur toile 53 × 42 cm   | Musée               | Musée Jacquemart-André                       |
|         | Scène nocturne dite Le Songe du mendiant                                                                       | 1765-1768  | huile sur toile 74 × 92 cm   | Base Atlas          | Musée du Louvre, Paris                       |
|         | Tête de vieillard                                                                                              | 1766-1769  | huile sur toile 54 × 45 cm   | Base Joconde        | Amiens, Musée de Picardie                    |
|         | Jeune femme brune                                                                                              | 1768-1770  | huile sur toile 47 × 39 cm   | Musée               | Fogg Art Museum, Harvard University          |
|         | Portrait d'homme en costume espagnol                                                                           | 1768-1770  | huile sur toile 80 × 65 cm   | Musée               | Art Institute of Chicago                     |
|         | La Femme au chien Marie Émilie Coignet de Courson                                                              | 1769       | huile sur toile 81 × 65 cm   | Musée               | Metropolitan Museum, New York                |
|         | Jeune femme | 1769       | huile sur toile 62 × 53 cm   | Musée               | Dulwich Picture Gallery, Londres             |
|         | L'Essaim d'Amours                                                                                              | vers 1767  | huile sur toile 65 × 56 cm   | Base Atlas          | Musée du Louvre, Paris                       |
|         | Les Hasards heureux de l'escarpolette                                                                          | 1767-1768  | huile sur toile 81 × 64 cm   | Musée               | Londres, Wallace Collection                  |
|         | Jérôme de La Lande                                                                                             | 1767-1768  | huile sur toile 72 × 59,5 cm | Musée               | Paris, Petit Palais                          |
|         | Les Deux sœurs                                                                                                 | 1769–1770  | huile sur toile 72 × 56 cm   | Musée               | Metropolitan Museum, New York                |
|         | L'Ile de l'Amour                                                                                               | vers 1770  | huile sur toile 71 × 90 cm   | Musée               | Musée Calouste-Gulbenkian, Lisbonne          |
|         | Les Débuts du modèle                                                                                           | vers 1770  | huile sur toile 50 × 63 cm   | Musée               | Paris, musée Jacquemart-André                |
|         | Le Poële | vers 1770  | huile sur toile 25 × 35 cm   | Musée               | Moscou, musée Pouchkine                      |
|         | Figure de fantaisie dit autrefois Portrait de Diderot                                                          | vers 1769  | huile sur toile 81 × 65 cm   | Base Atlas          | Paris, musée du Louvre                       |
|         | Portrait de Charles-Michel-Ange Challe dit aussi Jean-Claude Richard de Saint-Non habillé à l'espagnole        | vers 1769  | 94 × 74 cm                   | Musée               | Barcelone, musée national d'art de Catalogne |
|         | Figure de fantaisie Portrait de l’abbé de Saint-Non (1727-1791)                                                | 1769       | huile sur toile 80 × 65 cm   | Base Atlas          | Paris, Musée du Louvre                       |
|         | Figure de fantaisie Portrait d'un jeune artiste peut-être Jacques-André Naigeon, écrivain                      | vers 1769  | huile sur toile 81 × 65 cm   | Base Atlas          | Paris, Musée du Louvre                       |
|         | Figure de fantaisie Portrait présumé de la comtesse de Graves (1730-1807) dit autrefois Portrait de la Guimard | vers 1769  | huile sur toile 82 × 65 cm   | Base Atlas          | Paris, Musée du Louvre                       |
|         | La Leçon de musique                                                                                            | 1769       | huile sur toile 109 × 121 cm | Base Atlas          | Paris, Musée du Louvre                       |
|         | Louis François Prault, dit autrefois L'Inspiration                                                             | vers 1769  | huile sur toile 80 × 64 cm   | Base Atlas          | Paris, Musée du Louvre legs de Louis la Caze |
|         | Figure de fantaisie Portrait présumé d’Anne-Louise Brillon de Jouy (1744-1824) dit autrefois L'Étude           | vers 1769  | huile sur toile 82 × 66 cm   | Base Atlas          | Paris, Musée du Louvre                       |
|         | Figure de fantaisie. La Musique Portrait de M. de La Bretêche (1722-1804)                                      | 1769       | huile sur toile 80 × 65 cm   | Base Atlas          | Paris, Musée du Louvre                       |
|         | Jeune fille lisant                                                                                             | vers 1769  | huile sur toile 81 × 65 cm   | Musée               | Washington, National Gallery of Art          |

## Conflit avec lesnéo-classiques
| Tableau | Titre                                                                         | Date                | Dimensions                                       | Référence           | Lieu de conservation                                        |
| ------- | ----------------------------------------------------------------------------- | ------------------- | ------------------------------------------------ | ------------------- | ----------------------------------------------------------- |
|         | Portrait d'une jeune femme                                                    | 1770-1772           | huile sur toile 63 × 53 cm                       | Musée               | Musée Thyssen-Bornemisza, Madrid                            |
|         | La Résistance inutile                                                         |                     | huile sur toile 45 × 60 cm                       | Musée               | Nationalmuseum, Stockholm                                   |
|         | La Chemise enlevée                                                            | vers 1770           | huile sur toile 35 × 42 cm                       | Base Atlas          | Paris, Musée du Louvre                                      |
|         | L'Amour sentinelle                                                            | 1773-1776           | huile sur toile 56 × 47 cm                       | Musée               | National Gallery of Art, Washington                         |
|         | Le Feu aux poudres pendant de La chemise enlevée                              | avant 1778          | huile sur toile 37 × 45 cm                       | Base Atlas          | Paris, Musée du Louvre                                      |
|         | Le Lever ou Deux filles sur un lit jouant avec leurs chiens                   | vers 1770           | huile sur toile 74 × 59 cm                       | Catalogue Sotheby's | Collection privée Vente Sotheby's 2014                      |
|         | Fille avec un chien ou La Gimblette                                           | vers 1770           | huile sur toile 89 × 70 cm                       | Musée               | Alte Pinakothek, Munich                                     |
|         | L'Amour embrasant l'Univers                                                   | vers 1770           | huile sur toile 116 × 145 cm                     |                     | musée d'art de Toulon                                       |
|         | La Lettre d'amour                                                             | Début années 1770   | huile sur toile 83 × 67 cm                       | Musée               | Metropolitan Museum, New York                               |
|         | Le Guerrier                                                                   | vers 1770           | huile sur toile 81,5 × 64,5 cm                   | Musée               | Williamstown, Clark Art Institute                           |
|         | Anne-François d'Harcourt en personnage de la comédie italienne                | vers 1770           |                                                  | Base RMN            | Musée du Louvre, Paris                                      |
|         | Portrait d'une jeune femme                                                    | vers 1770           | huile sur toile 81 × 63 cm                       | Musée               | Metropolitan Museum of Art, New York                        |
|         | La Fête à Saint-Cloud                                                         | 1770-1772           | huile sur toile 216 × 335 cm                     | Alain Paire 2014    | Paris, Hôtel de Toulouse, siège de la Banque de France      |
|         | La Poursuite série Progrès de l'amour                                         | vers 1771           | huile sur toile 317 × 215 cm                     | Musée               | Frick Collection, New York                                  |
|         | La Surprise ou La Rencontre série Progrès de l'amour                          | 1771-1772           | huile sur toile 317 × 244 cm                     | Musée               | Frick Collection, New York                                  |
|         | La Lettre d'amour ou La Déclaration série Progrès de l'amour                  | 1771–1772           | huile sur toile 317 × 217 cm                     | Musée               | New York, Frick Collection                                  |
|         | L'Amant couronné                                                              | 1771                | huile sur toile 318 × 243 cm                     | Musée               | New York, Frick Collection                                  |
|         | Fillette lisant un livre                                                      | 1770-1780           | huile sur toile 45 × 38 cm                       | Musée               | Wallace Collection, Londres                                 |
|         | L'Envol imaginaire                                                            | 1772-1773           | huile sur toile 59 × 50 cm                       | Musée               | Fogg Art Museum, Harvard University                         |
|         | Allégorie de la Vigilance                                                     | vers 1772           | huile sur noisetier 69 × 55 cm                   | Musée               | Metropolitan Museum, New York                               |
|         | Sultane sur une ottomane                                                      | 1772-1776           | huile sur papier montée sur noisetier 33 × 25 cm | Musée               | Université d'État de Ball, Muncie                           |
|         | Le Repos pendant la Fuite en Égypte                                           | vers 1774           | huile sur toile 55 × 44 cm                       | Musée               | Yale University Art Gallery, New Haven                      |
|         | Portrait d'Elisabeth-Sophie-Constance de Lowendahl, Comtesse de Turpin Crissé | 1775                | huile sur toile 54 × 64 cm                       | Google Arts         | Musée d'art de São Paulo                                    |
|         | La Famille heureuse                                                           | vers 1775           | huile sur toile 54 × 65 cm                       | Musée               | National Gallery of Art, Washington                         |
|         | Une allée ombragée                                                            | vers 1775           | huile sur bois 29 × 24 cm                        | Musée               | Metropolitan Museum, New York                               |
|         | La Cascade                                                                    | vers 1775           | huile sur bois 29 × 24 cm                        | Musée               | Metropolitan Museum, New York                               |
|         | La Visite à la nourrice                                                       | vers 1775           | huile sur toile 73 × 92 cm                       | Musée               | National Gallery of Art, Washington                         |
|         | Le Chiffre d'amour                                                            | 1775-1780           | huile sur noisetier 25 × 19 cm                   | Musée               | Wallace Collection, Londres                                 |
|         | Colin-Maillard                                                                | 1775-1780           | huile sur toile 216 × 198 cm                     | Musée               | National Gallery of Art, Washington                         |
|         | La Balançoire                                                                 | 1775-1780           | huile sur toile 216 × 185 cm                     | Musée               | National Gallery of Art, Washington                         |
|         | Le Jeu du cheval et du cavalier                                               | 1775-1780           | huile sur toile 115 × 87 cm                      | Musée               | National Gallery of Art, Washington                         |
|         | Le Jeu de la main chaude                                                      | 1775-1780           | huile sur toile 115 × 91 cm                      | Musée               | National Gallery of Art, Washington                         |
|         | Colin-Maillard                                                                | 1775-1780           | huile sur toile 62 × 45 cm                       | Musée               | Timken Museum of Art, San Diego                             |
|         | L'Éducation fait tout                                                         | 1775-1780           | huile sur toile 55 × 66 cm                       | Google Arts         | Musée d'art de São Paulo                                    |
|         | Les Curieuses                                                                 | 1775-1780           | huile sur noisetier 16 × 13 cm                   | Notice du Musée     | Musée du Louvre, Paris                                      |
|         | Les Marionnettes                                                              | 1775-1780           | huile sur toile 68,5 × 89,8 cm                   | Notice du Musée     | Louvre Abou Dabi, Abou Dabi                                 |
|         | L'Adoration des bergers pendant du tableau Le Verrou                          | vers 1775           | huile sur toile 73 × 93 cm                       | Base Atlas          | Paris, Musée du Louvre                                      |
|         | Le Verrou (esquisse)                                                          | 1777                | huile sur bois 26 × 32 cm                        | Site Christie's     | Collection privée Vente 1999                                |
|         | Le Verrou Pendant du tableau L'Adoration des Bergers                          | 1777                | huile sur noisetier 74 × 94 cm                   | Notice du Musée     | Musée du Louvre, Paris                                      |
|         | La Bonne mère                                                                 | 1777-1779           | 65 × 54 cm                                       | Musée               | Musée des beaux-arts de Boston                              |
|         | La Savoyarde                                                                  | vers 1780           | huile sur toile 31 × 24 cm                       | Musée               | Musée Pouchkine, Moscou                                     |
|         | La Fille à a Marmotte                                                         | 1780                | huile sur toile 39 × 32 cm                       | Musée               | Portland, Art Museum                                        |
|         | Le Rocher                                                                     | vers 1780           | huile sur toile 53 × 62,5 cm                     |                     | musée des beaux-arts de Lyon                                |
|         | Dites donc s'il vous plaît                                                    | vers 1780           | huile sur toile 30 × 37 cm                       | Musée               | Wallace Collection, Londres                                 |
|         | L’Enfant aux fleurs                                                           | 1780-1785           | huile sur toile 19 × 13 cm                       | Base Atlas          | Musée du Louvre, Paris                                      |
|         | Le Chat angora avec Marguerite Gérard                                         | 1783-1785           | huile sur toile 65 × 53 cm                       | Musée               | Wallraf-Richartz Museum, Cologne                            |
|         | Enfant en Pierrot                                                             | vers 1785           | huile sur toile 60 × 50 cm                       | Musée               | Wallace Collection, Londres                                 |
|         | La Fontaine d'amour                                                           | vers 1785           | huile sur toile 63 × 51 cm                       | Musée               | Wallace Collection, Londres                                 |
|         | Le Baiser à la dérobée                                                        | fin des années 1780 | huile sur toile 45 × 55 cm                       | artermitage         | Saint-Pétersbourg, musée de l'Ermitage                      |
|         | La Rêverie ou L'Abandonnée série Progrès de l'amour                           | 1790–1791           | huile sur toile 317 × 197 cm                     | Musée               | New York, Frick Collection                                  |
|         | L'Amour triomphant                                                            | 1790–1791           | huile sur toile 318 × 243 cm                     | Musée               | New York, Frick Collection                                  |
|         | Autoportrait                                                                  | 1800-1806           | huile sur toile                                  | Musée               | Musée du Louvre en Dépôt à la Villa Musée Fragonard, Grasse |
|         | Jeune fille aux petits chiens                                                 |                     | huile sur toile 61 × 50 cm                       |                     | collection Jeff Koons                                       |